# Jorge Lafforgue

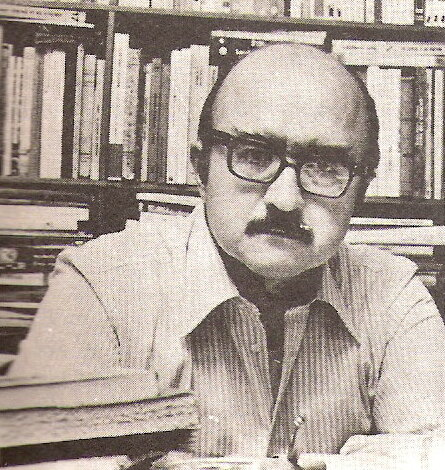
Jorge Lafforgue en 1980 (fotografía en la revista Pájaro de fuego).

Jorge Lafforgue (Esquel, provincia de Chubut, 28 de noviembre de 1935 - Buenos Aires, 5 de enero de 2022) fue un escritor, crítico literario, profesor universitario y editorialista argentino.

## Trayectoria
Egresó de la Universidad de Buenos Aires con el título de profesor de Filosofía.
Estuvo a cargo de las cátedras de Literatura Latinoamericana en la Universidad del Salvador (desde 1972), y de la Universidad Nacional de Lomas de Zamora (desde 1987).
Ha dictado cursos, seminarios y conferencias en las siguientes universidades:
- Universidad de San Pablo (Brasil)
- Universidad de Bogotá (Colombia)
- Universidad de Roma “La Sapienza” (Italia)
- Universidad Roma Tre (Italia)
- Universidad de Pekín (China)

Ha sido invitado a eventos de su especialidad en países latinoamericanos, europeos, asiáticos y a Estados Unidos. Entre otros:
- Universidad de Chile, sedes de Santiago y de Valparaíso
- Instituto Superior de Arte y Teatro de Shanghái
- Universidad de Maryland (EE. UU.)

También ha evaluado proyectos de investigación y tesis de grado para equipos o docentes de diversas universidades del país, o fundaciones e instituciones.
Ha dirigido varios trabajos de becarios del CONICET y una investigación especial para la citada institución sobre la actividad editorial argentina (1988-1989, en colaboración con Jorge B. Rivera).
Como investigador por la Universidad Nacional de Lomas de Zamora, integró la dirección de un proyecto de investigación suscripto por los rectorados de la Universidad de Buenos Aires y la Universidad de Roma III (1995-1996).
Iniciado en la actividad periodística como redactor auxiliar en la revista de historia de la cultura Imago Mundi (cuyo director fuera José Luis Romero).
Luego Lafforgue llegaría a ser jefe de redacción de la Revista de la Universidad de Buenos Aires, y a ocupar la jefatura de la Secretaría de Prensa de esa casa de estudios. También trabajó en el Centro Editor de América Latina.

## Obra

### Periodismo
Ha ejercido el periodismo como redactor, columnista o colaborador.
En Buenos Aires en:
- La Opinión,
- Clarín,
- Panorama,
- Siete Días,
- Redacción y
- El Observador.

En Montevideo en:
- Marcha,
- Jaque,
- El Día,
- El País,
- Brecha y
- Graffiti.

### Recopilaciones
También ha recopilado, seleccionado, prologado o anotado, según los casos, las siguientes publicaciones (entre otras):
- Obras completas, de Florencio Sánchez (Bs. As.: Schapire, 3 vols.)
- Relatos completos, de José María Arguedas (Bs. As.: Losada)
- Teatro rioplatense (Caracas: Biblioteca de Ayacucho)
- Poesía y prosa, de Baldomero Fernández Moreno (Bs. As.: CEAL, en colaboración con Nora Dottori)
- Los desterrados y otros textos, de Horacio Quiroga (Madrid: Castalia)
- Los mirasoles y La montaña de las brujas, de Julio Sánchez Gardel (Bs. As.: Huemul)
- Juan José Saer, por Juan José Saer (Bs. As.: Celtia)
- Novios y solitarios, de Antonio Skármeta (Bs. As.: Losada)
- Historia comparada de las literaturas americanas, de Luis Alberto Sánchez (Bs. As.: Losada, 4 vols.)

### Revistas
Ha preparado números especiales de revistas. Entre otras:
- Letterature d’America (Universitá di Roma La Sapienza, Núm. 38, 1990), sobre ‘La frontera’;
- Nuevo texto crítico (Stanford University, núm. 12-13, 1993-1994), sobre Rodolfo Walsh.

En la Colección Internacional de Crítica Genética Archivos, auspiciada por la Unesco y con sede en la Universidad de París, ha estado a cargo de dos volúmenes:
- Todos los cuentos, de Horacio Quiroga (1993, 1470 págs.)
- Adán Buenosayres, de Leopoldo Marechal (1997, 980 págs.)

### Libros
- Nueva novela latinoamericana (comp.). Bs. As.: Paidós, 2 vols., 1969 y 1972 (5 ediciones, agotado desde 1980).
- Florencio Sánchez. Bs. As.: CEAL, 1967 (agotado).
- Asesinos de papel (en colaboración con Jorge B. Rivera). Bs. As.: Calicanto, 1977.
- El teatro del siglo XX (con Eduardo Romano). Bs. As.: CEAL, 1978.
- Proyecciones de la narrativa argentina contemporánea. Lomas de Zamora (Argentina): Facultad de Ciencias Sociales, 1989.
- Asesinos de papel. Ensayos sobre narrativa policial (ed. actualizada). Bs. As.: Colihue, 1996.
- Cuentos policiales argentinos (prólogo, selección y notas). Bs. As.: Alfaguara, 1997.
- Historias de caudillos argentinos (edición y prólogo). Bs. As.: Alfaguara, 1999.
- Textos de y sobre Rodolfo Walsh (edición, contribución biográfica y bibliografía). Bs. As.: Alianza, 2000.

En 1998 participó como entrevistado en el cortometraje Arlt.